# María de Luna y Bobadilla
María de Luna y Bobadilla ( ¿? –1549), fue una noble castellana, consorte del III Conde de Osorno.

## Orígenes familiares
María de Luna y Bobadilla, fue hija de Álvaro de Luna y Ayala, II Señor de Fuentidueña, y de Isabel de Bobadilla y Maldonado, hija de Pedro de Bobadilla y María de Maldonado, y por tanto hermana de Francisco de Bobadilla, corregidor de Córdoba, y de Beatriz de Bobadilla, I marquesa de Moya.

## Biografía
María de Luna y Bobadilla fue dama de Isabel I de Castilla, lo mismo que su madre, y su tía, Beatriz de Bobadilla, gran amiga de la reina, de quien se llegó a decir que "después de la reina de Castilla, la Bobadilla".

## Matrimonio e hijos
María de Luna y Bobadilla contrajo matrimonio con García Fernández Manrique, III Conde de Osorno, con el que tuvo varios hijos:
1. María Magdalena Manrique, casada con Andrés Hurtado de Mendoza, II marqués de Cañete y Virrey de Perú.
2. Pedro Fernández Manrique, IV Conde de Osorno.
3. Catalina Manrique de Luna, casada con Garci López de Carvajal, señor de Torrejón el Rubio.
4. Alonso Manrique, casado con Inés de Solís y Esquivel, señora de Sagrejas y Malpartida.
5. Juan Manrique, fraile de la orden de Santiago.
6. Isabel Manrique, casada con Gaspar de la Cerda y Manrique, señor de Pastrana.